# Рубцов, Виталий Владимирович
Вита́лий Влади́мирович Рубцо́в (род. 20 октября 1948, Москва) — советский и российский психолог, доктор психологических наук, профессор, академик Российской академии образования, основатель и ректор Московского государственного психолого-педагогического университета (с 1996 по 2018), президент МГППУ (с ноября 2018 года), директор Психологического института РАО (с 1992 по январь 2014 и с 2015 по май 2019 года).

## Биография
Доктор психологических наук, профессор, академик РАО, заслуженный деятель науки РФ, Почётный профессор «Школы образования» Висконсинского университета (США).
1972 — окончил Московский инженерно-физический институт (с 2009 года — Национальный исследовательский ядерный университет «МИФИ»).
С 1972 г. по 2018 г. — работал в Психологическом институте РАО:
С 1972 г. по 1981 г. — сотрудник Лаборатории психологии учебной деятельности младших школьников (Лаборатория проф. В. В. Давыдова)
1978 г. — защитил кандидатскую диссертацию по теме: «Психологические особенности введения школьников в область теоретических понятий (на материале физики)».
1981 г. по 1992 г. — заведующий лабораторией «Психологические основы новых образовательных технологий»
1988 г. — защитил докторскую диссертацию по теме «Психологические основы организации совместной учебной деятельности».
с 1992 г. по 2014 г. и с 2015 г. по май 2019 г. — директор Психологического института Российской Академии Образования.
с 1996 г. по 2018 г. — ректор Московского государственного психолого-педагогического университета (МГППУ).[1]
с 2018 г. по настоящее время — Президент ФГБОУ ВО МГППУ.

## Наука и научная деятельность
Специалист в области общей психологии, возрастной и педагогической психологии. Выполнял фундаментальные исследования психологических закономерностей и механизмов организации совместной учебной деятельности и генеза познавательных действий у детей. Обосновал новый вариант социально-генетического метода, позволяющего глубже изучать условия происхождения учебно-познавательных действий у школьников. Разработал научную концепцию обучения, основанную на положении о совместно-распределённых формах учебной деятельности. Создал новое научное направление в теории учебной деятельности «Основы социально-генетической психологии».
Результаты исследований обобщены в базовой монографии «Организация и развитие совместных действий у детей в процессе обучения» (М., 1987; переведена на английский язык, 1991; 1994 г.).
За создание и внедрение авторской модели «Система психологического обеспечения развивающего образования на основе теории социогенеза» удостоен Премии Президента Российской Федерации в области образования (1998 г., руководитель научного коллектива).
Выполнял ряд государственных программ и международных проектов, направленных на изучение психологических условий эффективного использования в учебно-воспитательном процессе новых образовательных технологий и моделей обучения различных контингентов детей и взрослых.
Организатор и участник Всемирной конференции ЮНЕСКО по образованию и воспитанию в раннем возрасте. Неоднократно участвовал в работе международных научных семинаров и конференций (Болгария, Финляндия, Германия, США, Италия, Франция, Великобритания, Дания, Япония, Греция). Представлял отечественную науку на Европейских Конгрессах по возрастной психологии, на Международных психологических конгрессах по теории деятельности и прикладной психологии, на Международных конгрессах ЮНЕСКО «Информатика и образование»
Является одним из первых отечественных психологов, исследовавших возможности применения компьютерных технологий в учебной деятельности. Участвовал в совместном советско-американском проекте «Исследование проблем использования вычислительной техники в коммуникативных сетях ЭВМ в школьном образовании», международном проекте ЮНЕСКО «Влияние новых информационных технологий обучения на развитие детей».
Возглавляет Федерацию психологов образования России (ФПОР), вице-президент Ассоциации «Педагог XXI века», президент Ассоциации инклюзивных вузов (АИВ), член Ассоциации исследователей образования (АИО), член исполкома Международного общества исследователей коммуникации и деятельности (ISCAR), Ассоциации исследователей образования (АИО).
Руководитель научной школы «Деятельностный подход в психолого-педагогическом образовании».
По результатам исследований опубликовано 200 научных работ, 57 из них — за последние 3 года, включая фундаментальные труды по общей, возрастной и педагогической психологии.
Общий стаж работы в науке и образовании составляет более 45 лет.

## Педагогическая деятельность
Профессор по специальности «Педагогическая и возрастная психология» (1989 г.). С 2010 года и по настоящее время заведующий Международной кафедрой ЮНЕСКО «Культурно-историческая психология детства» в МГППУ.
Научный руководитель программы магистратуры «Культурно-историческая психология и деятельностный подход в образовании». Читает авторский курс лекций «Методологические основы научной школы Л. С. Выготского» и «Экспериментальные методы развития понятий у детей в системе культурно-исторической психологии».
Научный руководитель 10 докторских и 32 кандидатских диссертаций.
Организатор и руководитель ежегодной Международной летней школы ISCAR для аспирантов и молодых учёных, посвящённой теоретическим и методологическим проблемам культурно-исторической психологии и теории деятельности (с 2010).
Циклы лекций по проблеме «Обучение и развитие в контексте социальных взаимодействий» прочитаны в США (1990—1992 г.г.), Великобритании (1991 г.), Швейцарии (1994 г.), Японии (1990 г., 1996 г.), Болгарии (1997—2001 г.г.), Италии (2001 г.,2002 г., 2020 г.), Греции (1998 г.).

## Реализованные и перспективные проекты
1. Проект: «Московская психологическая школа» (на базе Психологического института РАО):
- впервые в Российской Федерации изданы и переизданы труды выдающихся отечественных психологов профессоров В. В. Зеньковского, Л. М. Лопатина, Г. И. Челпанова;
- подготовлена и издана научная историко-культурная биография московской психологической школы «Выдающиеся психологи Москвы» (совместно с М. Г. Ярошевским и Т. Д. Марцинковской);

2. Проект: Федеральное государственное бюджетное образовательное учреждение высшего образования «Московский государственный психолого-педагогический университет» (МГППУ):
- создан первый в России специализированный психолого-педагогический университет (1997 г. до 2012 г. — Московский городской психолого-педагогический институт — МГППУ; в 2012 г. МГППУ получил статус Федерального бюджетного образовательного учреждения высшего образования «Московский государственный психолого-педагогический университет» — ФГБОУ ВО МГППУ);
- МГППУ победитель конкурса Инновационных программ развития образования в РФ (Инновационная образовательная программа развития психологического образования — ИОП МГППУ, 2007—2008 гг.);
- разработан Федеральный государственный образовательный стандарт высшего	образования ФГОС ВО по направлению «Психолого-педагогическое образование» (2009 г.; совместно с А. А. Марголисом, Ю. М. Забродиным, О. И. Леоновой);
- разработаны профессиональные стандарты:

— «Педагог» (2013 г.; совместно с А. А. Марголисом, В. А. Гуружаповым, Е. А. Ямбургом, М. А. Сафроновой)
— «Педагог-психолог» — (2015 г.; совместно с А. А. Марголисом, Ю. М. Забродиным,
В. А. Гуружаповым, О. И. Леоновой, М. А. Сафроновой, 2015 г.)
3. Проект: «Развитие столичного образования».
- разработаны и реализованы в системе образования г. Москвы 3 региональные программы «Столичное образование»;
- разработана и реализована инновационная модель деятельности Психологической службы образования г. Москвы;
- Цикл трудов «Московская психологическая школа: наука, образование, практика» для научно-методического обеспечения научных и образовательных учреждений удостоен Премии Правительства РФ в области образования (2007 г.; руководитель научного коллектива);
- создан Научно-образовательный комплекс «Психология» (на базе Психологического института РАО и МГППУ, 1981 г.).

4. Проект «Университет детства»:
- разработаны профессиональные стандарты, имеющие межведомственный характер: (в соответствии с поручением Совета по попечительству в социальной сфере при Правительстве РФ секции «Образование в интересах детей» при участии Федерации психологов образования России):

— Профессиональный стандарт «Психолог в социальной сфере» (зарегистрирован 25.12.2013 г.);
— Профессиональный стандарт «Специалист по работе с семьёй» (зарегистрирован 25.12.2013 г.);
— Профессиональный стандарт «Специалист по реабилитационной работе в социальной сфере» (зарегистрирован 20.07.2020 г.);
- разработана Концепция развития ранней помощи в Российской Федерации на период до 2020 г.;
- разработана Концепция совершенствования профессиональной подготовки специалистов социальной сферы для работы с уязвимыми категориями населения (Доклад к заседанию Совета при Правительстве Российской Федерации в социальной сфере, октябрь 2020,

см. https://psyjournals.ru/vestnik_psyobr/2020/n2/Rubtsov_Alekhina_et_al.shtml
- разработана модель создания в Российской Федерации распределённого Реестра лучших социальных практик на основе единых критериев оценки (в рамках выполнения п. 129 Плана мероприятий Десятилетия детства, совместно с Агентством стратегических инициатив (АСИ) и Фондом поддержки детей, находящихся в трудной жизненной ситуации).

5. Проект: «Российская школа Будущего (РШБ)».
На основе культурно-исторической психологии и теории деятельности разработана научная концепция и модель школы будущего (совместно с А. А. Марголисом, В. А. Гуружаповым, Ю. В. Громыко)
https://psyjournals.ru/psyedu/1996/n4/Rutsov.shtml
https://psyjournals.ru/kip/2020/n1/Gromyko_Rubtsov_Margolis.shtml

## Издательская деятельность
Главный редактор журналов:
- «Психологическая наука и образование»
- «Вестник практической психологии образования»
- Бюллетень Учебно-методического объединения вузов Российской Федерации по психолого-педагогическому образованию

Председатель редакционно-издательского совета журналов:
- «Вопросы психологии»
- «Культурно-историческая психология»
- «Экспериментальная психология»

Член редакционно-издательского совета двух международных журналов:
- «Европейский журнал психологии в образовании» (European Journal of Psychology of Education)
- «Раннее развитие и родительство» (Голландия).

## Экспертная работа
Является членом:
- Совета при Правительстве Российской Федерации по вопросам попечительства в социальной сфере (руководитель секции «Образование и воспитание[6]»)
- Координационного совета при Правительстве Российской Федерации по проведению в Российской Федерации Десятилетия детства
- Межведомственного совета по присуждению премий Правительства Российской Федерации в области образования
- Правительственной комиссии по делам несовершеннолетних и защите их прав
- Экспертного совета по Национальному проекту «Образование»
- Совета по развитию педагогического образования
- Совета при Министерстве науки и высшего образования Российской Федерации по вопросам повышения доступности высшего образования для инвалидов, профессиональной ориентации инвалидов и содействию в их последующем трудоустройстве
- Наблюдательного совета ФГАУ «ФНФРО».
- Экспертно-стратегического совета БВ СБ «Вклад в будущее»

## Награды, премии, звания
- Орден Дружбы (1999 г.)
- Орден "За заслуги перед Отечеством" IV степени (2009 г.)
- Орден Русской православной церкви Святого благоверного князя Даниила Московского II степени (1994 г.) — (в связи с 80-летием Психологического института РАО)
- Орден Русской православной церкви Святого благоверного князя Даниила Московского III степени (2008 г.) (за труды, способствующие возрождению России, укреплению нравственных начал жизни общества, восстановлению духовных ценностей в образовательной и воспитательной деятельности в школе и в педагогической науке)
- Медаль им. К. Д. Ушинского (1995 г.,	1998 г.)
- Медаль им. Г. И. Челпанова (1997 г.)
- медаль им. Л. С. Выготского (2012 г.)
- медаль им. В. В. Давыдова (2020 г.)
- Медаль Министерства обороны РФ (2001 г., 2002 г. за организацию Психологической службы)
- Медаль «300 лет российскому флоту» (1996 г.)
- Медаль «В память 850-летия Москвы» (1997 г.)
- Заслуженный деятель науки РФ (2004 г.)
- Знак «Почётный работник высшего профессионального образования Российской Федерации»	(2003 г.)
- Премия Президента Российской Федерации в области образования (1998 г.)
- Премия Правительства Российской Федерации в области образования (2007 г.)
- Благодарность Верховного Главнокомандующего Вооружёнными силами РФ, Президента РФ В. Путина (2002 г. за образцовое выполнение воинского долга и самоотверженное служение Отечеству)
- Благодарность Правительства Российской Федерации (2014 г., 2017 г.)
- Благодарность Председателя Совета Федерации Федерального Собрания Российской Федерации (2017).
- Почётный профессор Висконсинского университета, (Висконсин, Мэдисон,	США, с 1999 г.)

## Основные публикации
1. Рубцов В. В. Основы социально-генетической психологии. — Воронеж, 1996.
2. Рубцов В. В. Социально-генетическая психология развивающего образования: деятельностный подход. — М.: МГППУ, 2008.
3. Выдающиеся психологи Москвы / под ред. В. В. Рубцова. — М.: ПИ РАО, 2007.
4. Московская психологическая школа: история и современность / под ред. В. В. Рубцова. — М.: МГППУ, ПИ РАО, 2008. — в 4-х т.
5. Рубцов В. В. Психолого-педагогическая подготовка учителя для «Новой школы» // Психологическая наука и образование. — 2010. — № 1
6. Рубцов В. В. Два подхода к проблеме развития в контексте социальных взаимодействий: Л. С. Выготский vs Ж. Пиаже // Культурно-историческая психология. 2020. Том 16. № 3. С. 5-14[7].
7. Рубцов В. В., Ивошина И. Т. Проектирование развивающей образовательной среды школы. — М.: МГППУ, 2003.
8. Рубцов В. В., Малых С. Б. Психология экстремальных ситуаций. — М.: ПИ РАО, 2007.
9. Рубцов В. В., Марголис А. А. Учитель для новой школы: модернизация педагогического образования в России// Образовательная политика. — 2010. — № 4.
10. Рубцов В. В., Марголис А. А. Психолого-педагогическая подготовка учителя для новой школы // Образовательная политика. — 2010. — № 5-6.
11. Рубцов В. В., Марголис А. А. Стратегия развития высшего психологического образования //Психологическая наука и образование. 1998. Том 3. № 2.
12. Рубцов В. В., Марголис А. А., Ушаков Д. В., Журавлёв А. Л. Образование одарённых — государственная проблема // Психологическая наука и образование. 2009. Том 14. № 4. С. 5-14.
13. Рубцов В. В., Поливанова К. Н. Образовательная среда школы как фактор психического развития учащихся. — М.: ПИ РАО, 2007.
14. Рубцов В. В., Улановская И. М. Учебная деятельность как эффективный способ развития метапредметных и личностных компетенций у младших школьников // Культурно-историческая психология. 2020. Том 16. № 2. С. 51-60.
15. Рубцов В. В., Юдина Е. Г. Характеристики и проблемные ситуации современного дошкольника // Мир психологии. — 2010. — № 1.
16. Рубцов В. В., Марголис А. А., Пажитнов А. Л. Компьютер как средство учебного моделирования // Информатика и образование, № 5, 1987
17. Рубцов В. В., Марголис А. А., Гуружапов В. А. Культурно-исторический тип школы (проект разработки) // Психологическая наука и образование. 1996. Том 1. № 4.
18. Громыко Ю. В., Рубцов В. В., Марголис А. А. Школа как экосистема развивающихся детско-взрослых сообществ: деятельностный подход к проектированию школы будущего // Культурно-историческая психология. 2020. Том 16. № 1. С. 57-67. doi:10.17759/chp.2020160106
19. Технология оценки образовательной среды школы. Учебно-методическое пособие для школьных психологов / Под ред. Рубцова В. В. и Улановской И. М. — М., 2010.
20. Болотов В. А., Рубцов В. В., Фрумин И. Д., Марголис А. А., Каспржак А. Г., Сафронова М. А., Калашников С. П. Информационно-аналитические материалы по итогам первого этапа проекта «Модернизация педагогического образования». // Психологическая наука и образование, 2015, Том 20, № 5, С. 13-28;
21. Rubtsov, V.V., (1991). Learning in children: organization and development of cooperative actions (M. J. Hall, Trans.). Hauppauge, NY, US: Nova Science
22. Rubtsov V.V. Recent trends in the development of education in russia and the role of activity theory for schooling. In: Hedegaard, M., Chaicklin, S. e Jensen, U.J. (eds). Activity Theory and Social Practice: cultural-historical approaches. Aarhus: Aarhus University Press, 1999.
23. Rubtsov V.V. Interações Sociais e aprendizagem [Социальное взаимодействие и обучение]. In: Anais da I Conferência Internacional. O enfoque Histórico-Cultural em Questão. [Анналы I Международной конференции по Культурно-Историческому подходу]. Santo André, 2006. P 35—48.
24. Rubtsov V.V. Activity approach to learning and the problem of creating digital learning aids // Tätigkeitstheorie: E-Journal for Activity Theoretical Research in Germany. 2014. Vol. 12 (1). P. 11—24.
25. Rubtsov V.V. Atividade de aprendizado e os problemas а formaзгo teуrico referents do pensamento dos escolares [Учебная деятельность и проблемы формирования теоретического мышления у школьников]. In: Garnier, C., Apуs Bednarz, N., Ulanovskaya, I. (Org.). Vygotsky e Piaget [После Выготского и Пиаже]: perspectiva sociale construtivista. Escolas russa e ocidental [социальный и конструктивистский взгляд. Российская и западная, школы]. Trad. Eunice Gruman. Porto Alegre: Artes Mеdicas 1996a.
26. Rubtsov V.V. Atividade coletiva e de conceitos teуricos Fнsica De por escolares [Совместная деятельность и усвоение теоретических понятий Физики школьниками]. In: Garnier, C., Bednarz, N.; Ulanovskaya, I. (Org.). Apуs Vygotsky e Piaget [После Выготского и Пиаже]: perspectiva social e construtivista. Escolas russa e ocidental [социальный и конструктивистский взгляд. Российская и западная школы] Trad. Eunice Gruman. Porto Alegre: Artes Mеdicas,1996b.
27. Rubtsov V.V., Margolis A.A., Guruzhapov V.A. The Cultural — Historical Type Of School. Russian Education and Society. N.Y., 1995, August, № 8, — 21 С.
28. Vitaly V. Rubzov, Arkady A. Margolis, Viktor A. Guruzapov. Per Una Scuola «Storico-Culturale» (Progetto Programmatico). Educational, cultural and psychological studies, june 2014, № 9. P. 419—439.
29. Rubtsov V.V., Margolis A.A. Activity Oriented Models Of Information — Based Instructional Environments. Technology and the future of schooling (Ed. By Stephen T. Kerr), Part 2. The University of Chicago Press, 1996, P. 172—199
30. H. Daniels, H. Lauder, A. Lessa, V. Rubtsov, Margolis A.A., A. Shvedovskaya, J. Hardman. The Outline Of Relationships Between Economic Growth, Education And Well-Being. Вопросы психологии, ноябрь-декабрь 2014, № 6, С. 25-32;
31. Psycho-pedagogical research in a Double-degree programmeedited byGuido Benvenuto and Maria Serena Veggetti/5353Materiali e documenti/ Sociogenesi dell’azione congiuntaː la comprensione reciproca come preliminare per capire le cose (Vitaly Vladimirovič Rubzov)/ Sapienza Università Editrice Piazzale Aldo Moro 5 — 00185 Roma, 2020. P.13-44.
32. Rubtsov, V. V., Konokotin, A. Formation of Higher Mental Functions in Children with Special Educational Needs via Social Interaction / in Evaluation and treatment of Neuropsychologically Compromised Children // ed. D.Nemeth, J.Glosman / Academic press. 356pp. P. 179—195.
33. Rubtsov, V. V., & Ulanovskaya, I. V. (2020) Educational environment and indicators of child development. // Lurian Journal, 1(2). doi: 10.15826/Lurian.2020.1.2.6
34. Рубцов В. В. Развитие и обучение в контексте социальных взаимодействий: Л. Выготский vs Ж. Пиаже// Школа и мышление, Современная дидактика, 2020, с.70-104.